# Bob Spaak

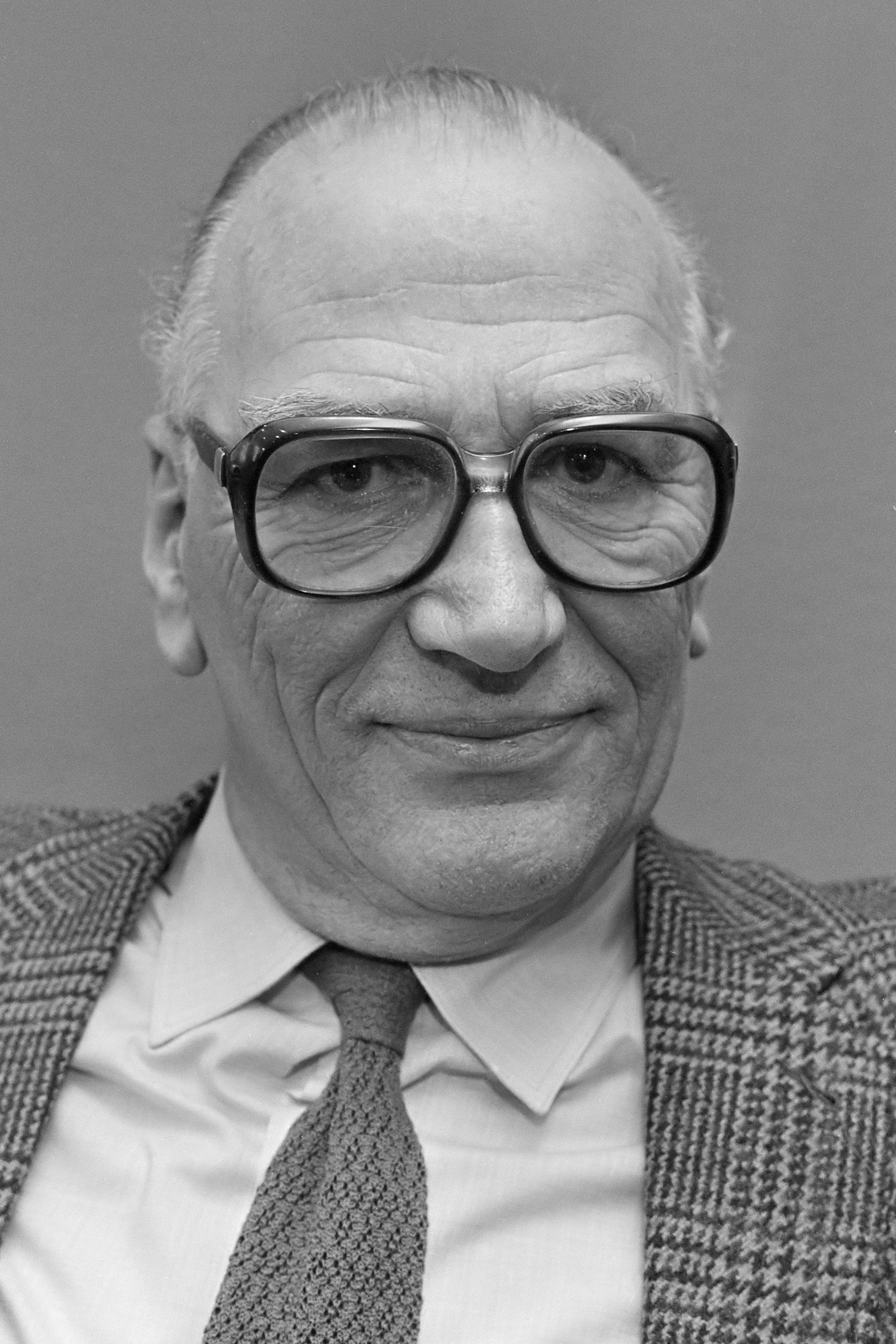
Bob Spaak (1984)

Egbert (Bob) Spaak (Amsterdam, 11 september 1917 – Nieuw-Loosdrecht, 12 juni 2011) was een Nederlands sportjournalist en presentator.

## Biografie
In zijn jeugd was Spaak een verdienstelijk atleet. Met de ploeg van de Amsterdamse Atletiek Club (AAC) werd hij tweemaal Nederlands kampioen op de 4 x 100 m estafette en hij liep de 100 meter in 10,80 s vóór de Tweede Wereldoorlog.
Spaak begon zijn journalistieke loopbaan in 1945 bij het dagblad Het Vrije Volk, waar hij tot 1955 werkte. Daarna stapte hij over naar de VARA-radio. Hij presenteerde er onder andere de sportprogramma's Zondag Sportjournaal en Tussen Start en Finish. Ook zat hij in het panel van het spelletje Het hangt aan de muur en het tikt en presenteerde hij het platenprogramma De Ontbijtclub.
In 1965 maakte Spaak deel uit van de redactie van het nieuwe blad Voetbal International. Een jaar later trad hij in dienst bij de NTS-televisie. Daar werd hij chef van Sport in Beeld, de voorloper van Studio Sport. Hij gaf er leiding aan een kleine redactie, die verder bestond uit Herman Kuiphof, Ad van Emmenes, Jan Leijendekker en Koen Verhoeff. Later kwamen Hugo Walker, Theo Reitsma en Kees Jansma daar nog bij.
Spaak was zelf ook te horen als verslaggever, en dit bij veel verschillende sporten. Beroemd werd zijn ontzette commentaar in 1965, toen de Europa Cup-wedstrijd Feyenoord - Real Madrid, na een zoveelste Spaanse charge op Coen Moulijn, totaal uit de hand liep: "Coen, Coen! Behéérs je alsjeblieft!... Jongens, jongens, dit kan toch niet. Dit kan toch niet! Wat een afschuwelijke vertoning."
Spaak was een verslaggever met veel gevoel voor humor en understatement. Zo omschreef hij de Eerste divisie regelmatig als het "min of meer betaalde voetbal." Voor jonge verslaggevers was Spaak een uitstekend leermeester. Vooral Mart Smeets heeft regelmatig hoog van zijn oude chef opgegeven.
In 1982 ging Spaak op 65-jarige leeftijd met pensioen. Hij overleed op 93-jarige leeftijd.
- Digitale Bibliotheek voor de Nederlandse Letteren: spaa031
- Gemeinsame Normdatei: 172830354
- Virtual International Authority File: 246728358
- WorldCat: E39PBJq74wF3pYMYmgGbKWtR8C